# Frauwalde (Großkmehlen)

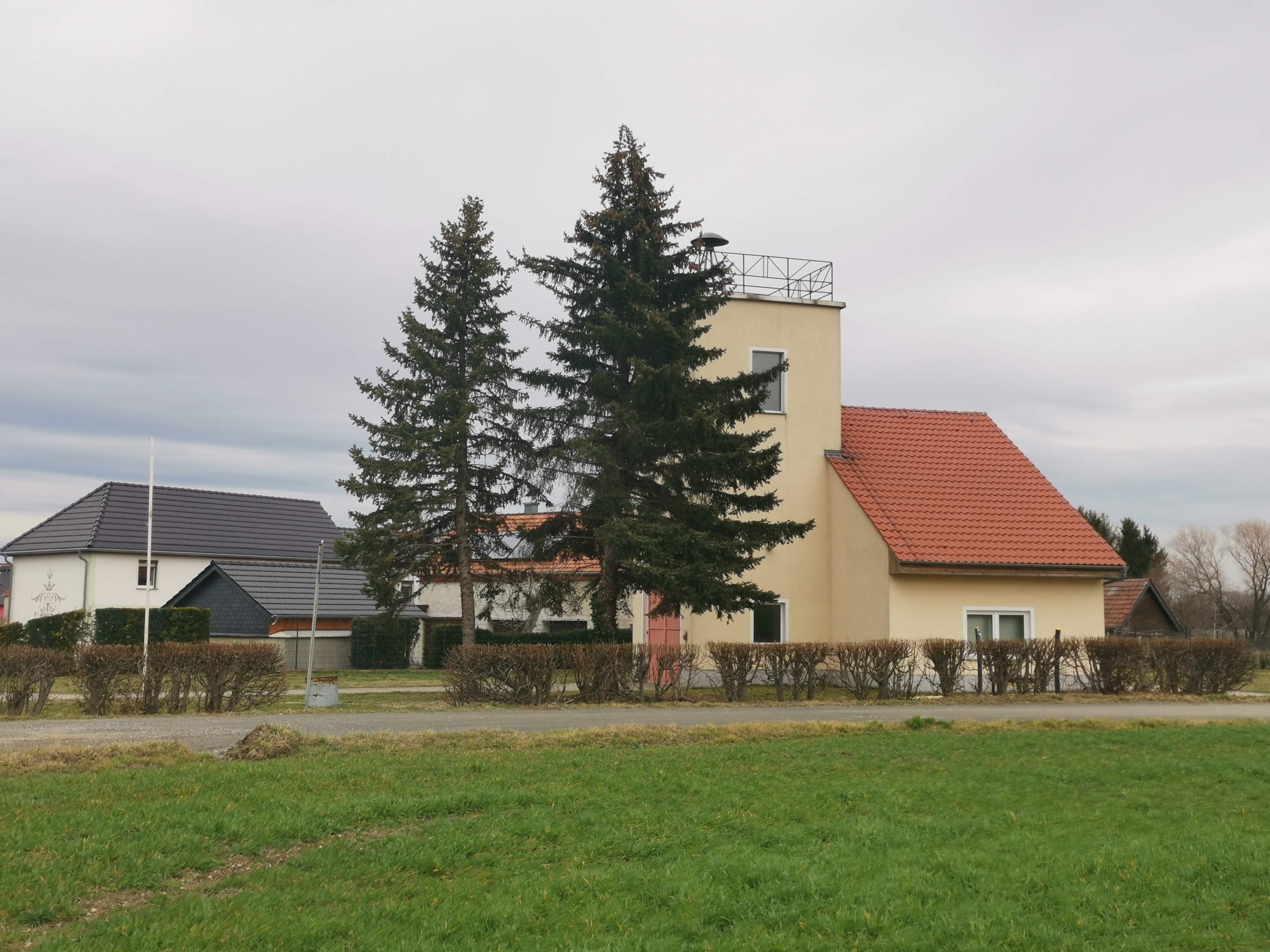
Feuerwehr Frauwalde

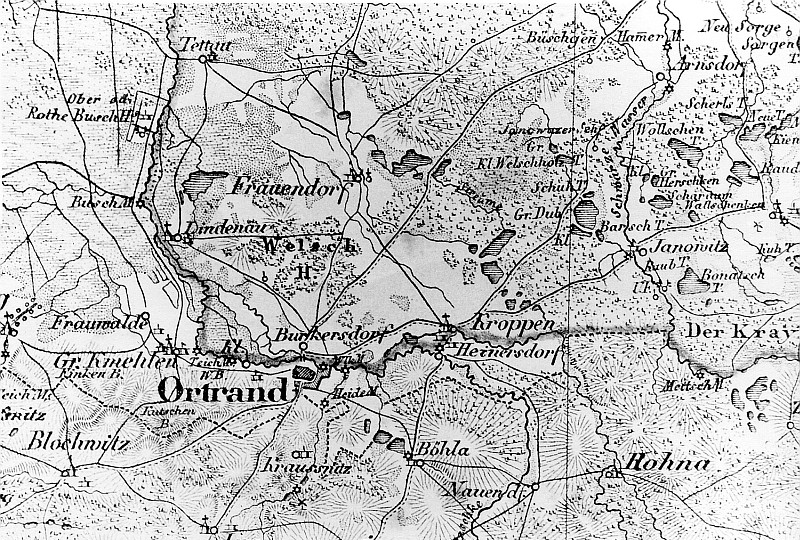
Frauwalde in Karte aus dem Jahr 1759

Frauwalde auf einer geschichtlichen Karte des Kreises Liebenwerda (1910).

Frauwalde ist Teil der Gemeinde Großkmehlen im Landkreis Oberspreewald-Lausitz im deutschen Bundesland Brandenburg. Sie gehört dem Amt Ortrand mit Sitz in Ortrand an.

## Geografie
Frauwalde liegt als einer der wenigen Orte im südlichen Landkreis Oberspreewald-Lausitz nicht in der Lausitz, sondern im Schraden. Östlich des Ortes liegen Orte des Amtes Ortrand Großkmehlen im Südosten und Lindenau sowie direkt östlich die Stadt Ortrand mit dem Ortsteil Burkersdorf. Im Westen und Nordwesten grenzt Frauwalde an die Gemeinden des Landkreises Elbe-Elster, Großthiemig sowie die Schradengemeinde. Südlich von Frauendorf liegt das Bundesland Sachsen.

## Geschichte
Der als Straßendorf angelegte Ort gehörte wie die benachbarten Orte zum kursächsischen Amt Hayn. Später gehörte Frauwalde zum Landkreis Liebenwerda und kam im Jahr 1952 an den neugegründeten Kreis Senftenberg. Zum 1. Januar 1974 wurden Frauwalde und Kleinkmehlen nach Großkmehlen eingemeindet.
| 1875 | 300 | 1890 | 300 | 1910 | 310 | 1925 | 315 | 1933 | 238 |
| 1939 | 222 | 1946 | 311 | 1950 | 348 | 1964 | 281 | 1971 | 281 |

## Persönlichkeiten
Der Künstler Erich Kunisch wurde am 12. April 1929 in Frauwalde geboren.